# Marisol rumbo a Río
Marisol rumbo a Río es la cuarta película de la actriz y cantante Marisol y la que inicia su etapa de transición y adolescencia, inicio este simbolizado por la canción Muchachita que habla de que "aquella chiquitina ya creció", en referencia a la canción Chiquitina de su anterior película, Tómbola. Se rodó parte en Madrid y, como dice el título, parte en Río de Janeiro, y en ella Marisol hace un doble papel interpretando a dos gemelas, Marisol y Mariluz. Es la segunda película de las seis en las que compartió cartel con Isabel Garcés.

## Argumento
Marisol y Mariluz son dos hermanas gemelas de quince años que llevan ocho años separadas. La primera se ha quedado con la madre, Isabel, y la segunda se ha quedado a vivir con el tío a Río de Janeiro, en Brasil. Isabel escribe continuamente cartas a Mariluz, pero ésta no responde, por lo que ella y Marisol trabajan como pueden para poder ahorrar dinero y marcharse a Brasil a buscarla. Logran conseguir el dinero vendiendo los muebles.
Una vez en Brasil, tras un emotivo reencuentro de la familia, conocen a Sandra, la institutriz de Mariluz, y al secretario, Arturo, y Marisol no tarda en conocer a Tony, el novio de Mariluz, descubriendo enseguida que es un ligón empedernido. Con la ayuda de Copito, la doncella de Mariluz, descubren que Sandra y el secretario están tramando algo en relación con unos millones que va a cobrar el tío de las gemelas y que planean robar. También descubren que Mariluz había escrito mucho a Marisol y a su madre, pero que las cartas nunca llegaron a enviarse y que las cartas de España nunca llegaban, por culpa de Sandra.
Deciden desenmascararlos yendo a la policía si es preciso, pero esto llegará a poner en peligro la vida de las niñas cuando el secretario se lleva a Mariluz (confundiéndola con Marisol) a lo alto del Corcovado con la intención de despeñarla.

## Temas musicales
- Pide
- Muchachita
- Guajiras
- Bossa nova junto a ti
- Tony
- Sueño de Marisol
- Vistas de Río
- Créditos
- Corcovado